# 結婚するって、本当ですか
『結婚するって、本当ですか』（けっこんするって、ほんとうですか、英題：365 Days To The Wedding）は、若木民喜による日本の漫画。『ビッグコミックスピリッツ』（小学館）にて、2020年16号から2023年28号まで連載された。のち、Amazon Prime Videoでドラマ化され、同年10月から配信開始された。また、2023年にアニメ化され、『ビッグコミックスピリッツ』同年33号にはアニメ化と単行本第11巻の発売を記念した特別編が掲載された。

## ストーリー
主人公の大原拓也と本城寺莉香は、日本のとある旅行代理店の同僚。共に人付き合いが苦手な2人は、それぞれ人知れず充実した一人生活を送っていた。ところが、シベリア（Webドラマ、テレビアニメではアラスカ）支店が新規開設されることになり、独身者が優先して派遣されることになる。タクヤとリカの2人は、互いの一人生活を守るため結婚するフリを企てるが、次第に惹かれあっていく。　

## 登場人物
演は実写ドラマの俳優、声の項はテレビアニメ版の声優。

### 主人公
大原 拓也（おおはら たくや）
演 - 佐藤寛太
声 - 熊谷健太郎〈少年〉篠原侑
本作の主人公。旅行代理店の企画部所属。保護した愛猫・かまとの生活を大切にするのんびりとした性格。
本城寺 莉香（ほんじょうじ りか）
演 - 葵わかな
声 - 早見沙織
本作のヒロイン兼もう一人の主人公。拓也の1年先輩。クールに見えるが極端な人見知りで、家で地図を眺めてはその地について妄想や探索をする趣味をもつ。

### JTC錦糸町支店
黒川 麻子（くろかわ あさこ）
演 - 山口紗弥加
声 - 小清水亜美
JTC錦糸町支店の支店長で、主人公2人の上司。
進士 奨（しんし しょう）
演 - 森田甘路
声 - 利根健太朗
JTC錦糸町支店の支店長代理。支店の営業成績を常に意識し、事あるごとに大麻（おおぬさ）を振って“キャンセル退散”を祈願している。
愛妻家で一人息子の英夫がいるが、作中にて突然妻から離婚を宣告され、ひどく荒れてしまう（ADV.24以降）。
ジョージ
演 - 生瀬勝久
声 - 中田譲治
フルネーム不明。ハワイ支店勤務が長かったため、ハワイアンスタイルで通している。普段は仕事をしていないように見えて、陰で敏腕ぶりを発揮している。
権田 広見（ごんだ ひろみ）
演 - 髙井佳祐
声 - 落合福嗣
主人公2人の同僚。結婚願望が強いアイドルマニア。
伊槻 佳祐（いつき　けいすけ）
演 - 織部典成
声 - 石谷春貴
主人公2人の同僚。自称“営業のエース”で、容姿にも恵まれている二枚目ながら、大原や権田と一緒に行動している。
小宮 夏海（こみや なつみ）
演 - 三原羽衣
声 - 阿澄佳奈
実写ドラマでの名前は“夏美”。主人公2人の同僚。陽気なムードメーカーで、男性陣とも仲が良い。

### その他
クラウディア
声 - 東山奈央
旅行会社注目の国・リヒトブルクの王女。既婚者だが実際は王族としての体面を保つためのかりそめの結婚であり、本命である同性の恋人がいる。将来は恋人と一緒に暮らすために王室を離脱することを視野に入れている。
海山ナオ
演 - 松村沙友理
声 - ファイルーズあい
タクヤの幼なじみ。ガラス細工の職人。
大原耕一
演 - 杉本哲太
声 - 玄田哲章
タクヤの父。熊本で小さな清掃会社を経営している。
大原育子
声 - 杉本ゆう
タクヤの姉。
大原晴子
声 - 松田利冴
タクヤの姉。
大原泉
声 - 篠原侑
タクヤの母。
拓也の祖母
声 - 新井里美
タクヤの父方の祖母。メロン農家を営んでいる。
拓也の祖父
声 - 田尻浩章
タクヤの父方の祖父。
進士英夫
声 - 伊瀬茉莉也
進士奨の息子。小学生。しっかりした性格。行方不明になった父を探す。
本城寺 律
演 - 真飛聖
声 - 伊藤静
リカの母。職業はインテリアデザイナー。リカが物心つく頃に夫と別れ、仕事の都合で常に日本中を飛び回っていたため、リカと一緒に過ごす時間が少なかった。
千森先生
声 - 本多真梨子
タクヤがかまの診察などのため通う動物病院「せんもりどうぶつクリニック」を営む獣医。

### webドラマの登場人物
辻 マリ
演 - 横山由依
第2話に登場。有名なピアニストで和風美人系の人物。
性格は明るく朗らかで人当たりも良く穏やかだが、少しわがままらしき部分がある。また、支店の男性陣の話によると、芸能界では男好きとして有名である模様。
雷門近くで大原を見つけ、旅行会社の人だと知って「修学旅行がしてみたい」などのお願いをし、最後に『普通のカップルの暮らしがみたい』というお願いをし、大原によって大原と莉佳が暮らす家にお邪魔し、色々見せてもらっていた。
そんな中、大原からの連絡に気づかないまま部屋に帰ってきた莉香から色々と言われるが「良かった、会えて！」と怒ることなく明るく返し、莉佳からも謝罪されている。
その後、自分が同性愛者(レズビアン)である事、最愛の女性が居ること、同性愛者である事を公表する勇気が無かったこと、男好きと好き勝手書かれて良い迷惑ではあったが同性愛者を公表するよりはマシだと思っていた事を語る(これが普通のカップルの生活がみたいというお願いに繋がる)。
なお、自身は歳を重ねて行くにつれ自分の人生や人生の意味を考えたり、好きな人と人生を分かち会いたい、素朴で純粋な結婚がしたいと思っていた事、二人を見ているうちにある決心がついたと話し感謝を述べた。
そして部屋を見終わった後は男性のアテンド付きの車に乗って帰って行く。
原作におけるクラウディア王女にあたる人物。

## 書誌情報
- 若木民喜 『結婚するって、本当ですか』 小学館〈ビッグコミックス〉、全11巻
  1. 2020年8月7日発売[小 1]、ISBN 978-4-09-860648-1
  2. 2020年11月12日発売[小 2]、ISBN 978-4-09-860759-4
  3. 2021年3月12日発売[小 3]、ISBN 978-4-09-860880-5
  4. 2021年7月12日発売[小 4]、ISBN 978-4-09-861072-3
  5. 2021年11月12日発売[小 5]、ISBN 978-4-09-861180-5
  6. 2022年3月11日発売[小 6]、ISBN 978-4-09-861258-1
  7. 2022年7月12日発売[小 7]、ISBN 978-4-09-861328-1
  8. 2022年10月12日発売[小 8]、ISBN 978-4-09-861427-1
  9. 2023年1月12日発売[小 9]、ISBN 978-4-09-861567-4
  10. 2023年4月12日発売[小 10]、ISBN 978-4-09-861687-9
  11. 2023年7月12日発売[小 11]、ISBN 978-4-09-861737-1

## Webドラマ
Amazon Originalドラマ『結婚するって、本当ですか』として、2022年10月7日よりAmazon Prime Videoで配信。

### スタッフ
- 原作 - 若木民喜[12]
- 制作・脚本 - 鹿目けい子、高石明彦[12]
- 音楽 - 吉俣良[12]
- 監督 - 宮脇亮、北川瞳[12]
- プロデュース - 高石明彦、英田理志[12]
- 制作プロダクション - The icon[12]

### 主題歌
「Ivy Ivy Ivy」
Aimerによって本ドラマのために書き下ろされた主題歌。

## テレビアニメ
2024年10月から12月までTOKYO MXほかにて放送された。
アニメ化されたのは原作の単行本5巻（嘘の婚約を止めて、本当のプロポーズをするところ）までで、エピローグとエンディング映像では原作のその後の展開に繋がる伏線となるシーンがダイジェストで描かれている。

### スタッフ（テレビアニメ）
- 原作 - 若木民喜[8]
- 監督 - 博史池畠[8]
- シリーズ構成 - 兵頭一歩[8]
- キャラクターデザイン - 丸山修二[8]
- サブキャラクターデザイン - 西田美弥子[9]
- プロップデザイン - 竹内花純
- 色彩設計 - 山上愛子[9]
- 美術監督 - 鐘權濱[9]
- 美術設定 - 滝沢麻菜美[9]
- 撮影監督 - 横井惟織[9]
- 編集 - 三嶋章紀[9]
- 音響監督 - 納谷僚介[9]
- 音響制作 - スタジオマウス[9]
- 音楽 - 成田旬、瀬尾祐介[9]
- 音楽制作 - ポニーキャニオン[9]
- チーフプロデューサー - 長渕陽介、大和田智之
- プロデューサー - 末田裕美、片山陽、宮松雄大、工藤雅世、東真央
- アニメーションプロデューサー - 山岡宏哉
- アニメーション制作 - 葦プロダクション[8]
- 製作 - アニメ「結婚するって、本当ですか」製作委員会

### 主題歌
「キラキラ」
HoneyWorks feat.ハコニワリリィによるオープニングテーマ。作詞はHoneyWorks、作曲・編曲はHoneyWorksとMARUMOCHI。
「つまりは」
ゴホウビによるエンディングテーマ。作詞はスージーと405、作曲はスージー、編曲はゴホウビ。
「恋のメルカトル」
本城寺莉香（早見沙織）による挿入歌。作詞は山岸恵、作曲・編曲は成田旬。

### 各話リスト
| 話数 | サブタイトル                   | 脚本     | 絵コンテ       | 演出              | 作画監督 | 総作画監督               | 初放送日       |
| ---- | ------------------------------ | -------- | -------------- | ----------------- | --- | ------------------------ | -------------- |
| #01  | 私と、結婚しませんか？         | 兵頭一歩 | 博史池畠       | 山内東生雄        | アベ 松井雲丹 米田雄哉 大塚多恵子 さゆみれい 嘉木 官林小絶 スタジオ エバーグリーン | アベ 丸山修二 西田美弥子 | 2024年 10月3日 |
| #02  | 結婚するって、なんですか？     | 山下憲一 | 大宅光子       | 陳暁燦            | 藤彩七 江島あかり 熊井野乃 遠藤里蘭 矢田起也 上赤由香里 清水椋大 谷口繁則 竹内寛 田倉佳乃 秦相子 高橋茉奈 紫灯珈 懸田扇子 氣田汐理 大川真世 等々力美穂 小林タマミ ラッドプラス                                                      | 西田美弥子               | 10月10日       |
| #03  | ピンチを、分かち合えますか？   | 佐藤裕   | 博史池畠       | 真野玲            | アベ 松井雲丹 無錫楓衡文化伝媒有限公司 鄭州点線一幀伝媒 | アベ 丸山修二            | 10月17日       |
| #04  | 人生を、分かち合えますか？     | 山下憲一 | 西田正義       | 薮内悠            | 桜井木ノ実 Chen Liang Li Liangpeng Liao Xue Yu 朱央 | 西田美弥子               | 10月24日       |
| #05  | 一緒に旅を、しませんか？       | 兵頭一歩 | さとうふみかず | 前園文夫          | スタジオ エバーグリーン 楊磊 楊彬 張煜軒 丁元舒 王嘉健 | 丸山修二 丁元舒 王嘉健   | 10月31日       |
| #06  | 二人でいるって、幸せですか？   | 佐藤裕   | 大宅光子       | 真野玲 小松亮太   | 藤彩七 遠藤里蘭 熊井野乃 江島あかり 秦相子 清水椋大 斎花 竹内寛 祥果 小林タマミ 懸田扇子 門松杜和 氣田汐理 田倉佳乃 等々力美穂 高橋茉奈 北村美岬 鈴木莉乃 とのはち 大川真世 西原千晶 谷口繁則 上赤由香里 紫灯珈 矢田起也 リバイバル | 西田美弥子               | 11月7日        |
| #07  | 部屋に行っても、いいですか？   | 山下憲一 | 誌村宏明       | 広嶋秀樹          | 有賀建真 粟井重紀 飯飼一幸 山﨑展義 朴乾河 無錫楓衡文化伝媒有限公司 鄭州点線一幀文化伝媒有限公司 | 丸山修二 西田美弥子      | 11月14日       |
| #08  | 愛の告白って、本当ですか？     | 佐藤裕   | 西田正義       | 渡辺正彦          | アベ 松井雲丹 有賀建真 官林小絶 櫻井拓郎 さゆみれい 西島圭祐 朱央 戈雅馨 胡玲玲 Big Owl | 丸山修二 西田美弥子      | 11月21日       |
| #09  | 莉香さん、お元気ですか？       | 兵頭一歩 | 髙田淳         | 髙田淳 西島圭祐   | 無錫楓衡文化伝媒 スタジオエバーグリーン アートベースバン 晴れやか | -                        | 11月28日       |
| #10  | デートするって、大丈夫ですか？ | 山下憲一 | 西田正義       | ディーロク        | ディーロク 晴れやか 時雨 | 丸山修二 西田美弥子      | 12月5日        |
| #11  | 一つ屋根の下って、本気ですか？ | 佐藤裕   | 大宅光子       | 真野玲            | 野口和夫 アベ 有賀建真 松井雲丹 | アベ 丸山修二            | 12月12日       |
| #12  | 結婚するって、本当ですか？     | 兵頭一歩 | 博史池畠       | 前園文夫 内堀雅人 | アベ 松井雲丹 有賀建真 朱央 陳凱 丘 淨漢 桜花 毛缟斑 張曦萦 | アベ 丸山修二            | 12月19日       |

### 放送局
| 放送期間                  | 放送時間               | 放送局   | 対象地域 | 備考                                 |
| ------------------------- | ---------------------- | -------- | -------- | ------------------------------------ |
| 2024年10月3日 - 12月19日  | 木曜 23:30 - 金曜 0:00 | TOKYO MX | 東京都   |                                      |
|                           |                        | BS11     | 日本全域 | 製作参加 / BS放送 / 『ANIME+』枠     |
| 2024年10月15日 - 12月31日 | 火曜 22:30 - 23:00     | AT-X     | 日本全域 | CS放送 / 字幕放送 / リピート放送あり |

| 配信開始日    | 配信時間                           | 配信サイト | 備考         |
| ------------- | ---------------------------------- | --- | ------------ |
| 2024年10月4日 | 金曜 0:30（木曜深夜） 以降順次更新 | アニメタイムズ ABEMA auスマートパスプレミアム バンダイチャンネル dアニメストア DMM TV FOD hulu J:COM STREAM Lemino milplus Amazon Prime Video TELASA U-NEXT | 見放題配信   |
|               |                                    | バンダイチャンネル J:COM STREAM milplus Amazon Prime Video TELASA Video Market                                                                              | 都度課金配信 |

### BD / DVD
| 巻 | 発売日        | 収録話         | 規格品番       | 規格品番       |
| 巻 | 発売日        | 収録話         | BD             | DVD            |
| -- | ------------- | -------------- | -------------- | -------------- |
| 上 | 2025年1月29日 | 第1話 - 第6話  | PCXP-000051087 | PCBP-000054651 |
| 下 | 2025年2月26日 | 第7話 - 第12話 | PCXP-000051088 | PCBP-000054652 |

### webラジオ
webラジオ『「結婚するって、本当ですか」～ラジオやったら、聞いてくれますか？～』は、2024年10月1日から同年12月24日にかけて、音泉において毎週火曜日に配信されていた。配信は第0回～第12回の計13回。パーソナリティは大原拓也役の熊谷健太郎が務めた。毎回別のゲストを迎える方式で行われていた(ただし、第0・1・12回はいずれもヒロイン役の早見沙織)。なお、第0回は放送に先駆けてプレ配信として行われた。
ゲストは以下の通り。
- 第0回/第1回/第12回 - 早見沙織（本城寺莉香役）
- 第2回 - 落合福嗣（権田広見役）
- 第3回 - 小清水亜美（黒川麻子役）
- 第4回 - 石谷春貴（伊槻佳祐役）
- 第5回 - ゴホウビ（エンディング担当）
- 第6回 - 伊瀬茉莉也（進士英夫役）
- 第7回 - 伊藤静（本城寺律役）
- 第8回 - 利根健太郎（進士奨役）
- 第9回 - 若木民喜（原作者）
- 第10回 - 阿澄佳奈（小宮夏海役）
- 第11回 - 新井里美（拓也の祖母役）

### 小学館コミック
以下の出典は小学館コミック（小学館）内のページ。書誌情報の発売日の出典としている。
1. ↑  “結婚するって、本当ですか １ | 若木民喜 | 【試し読みあり】 – 小学館コミック”. shogakukan-comic.jp. 2022年12月6日閲覧。
2. ↑  “結婚するって、本当ですか ２ | 若木民喜 | 【試し読みあり】 – 小学館コミック”. shogakukan-comic.jp. 2022年12月6日閲覧。
3. ↑  “結婚するって、本当ですか ３ | 若木民喜 | 【試し読みあり】 – 小学館コミック”. shogakukan-comic.jp. 2022年12月6日閲覧。
4. ↑  “結婚するって、本当ですか ４ | 若木民喜 | 【試し読みあり】 – 小学館コミック”. shogakukan-comic.jp. 2022年12月6日閲覧。
5. ↑  “結婚するって、本当ですか ５ | 若木民喜 | 【試し読みあり】 – 小学館コミック”. shogakukan-comic.jp. 2022年12月6日閲覧。
6. ↑  “結婚するって、本当ですか ６ | 若木民喜 | 【試し読みあり】 – 小学館コミック”. shogakukan-comic.jp. 2022年12月6日閲覧。
7. ↑  “結婚するって、本当ですか ７ | 若木民喜 | 【試し読みあり】 – 小学館コミック”. shogakukan-comic.jp. 2022年12月6日閲覧。
8. ↑  “結婚するって、本当ですか ８ | 若木民喜 | 【試し読みあり】 – 小学館コミック”. shogakukan-comic.jp. 2022年12月6日閲覧。
9. ↑  “結婚するって、本当ですか ９ | 若木民喜 | 【試し読みあり】 – 小学館コミック”. shogakukan-comic.jp. 2023年1月13日閲覧。
10. ↑  “結婚するって、本当ですか １０ | 若木民喜 | 【試し読みあり】 – 小学館コミック”. shogakukan-comic.jp. 2023年4月12日閲覧。
11. ↑  “結婚するって、本当ですか １１ | 若木民喜 | 【試し読みあり】 – 小学館コミック”. shogakukan-comic.jp. 2023年7月12日閲覧。